# Sebayua
Sebayua is een bestuurslaag in het regentschap Lebong van de provincie Bengkulu, Indonesië. Sebayua telt 1237 inwoners (volkstelling 2010).